# Deux acteurs dans des rôles de samouraï
Deux acteurs dans des rôles de samouraï de la série « Contes de deux courageux guerriers de renom » est une estampe ukiyo-e en diptyque de l'artiste Gosōtei Hirosada (五粽亭廣貞) (fl. c. 1819-1863) installé à Osaka. Chacune des deux feuilles représente un acteur kabuki en samouraï et appartient à une série de gravures célébrant d'illustres personnages de la tradition martiale du Japon. L'estampe est conservée dans la collection permanente de la galerie d'art du Japon du Musée royal de l'Ontario au Canada.

## Détails de l'estampe
- Medium : kamigata nishiki-e (上方錦絵?) estampe; encre et couleur sur papier
- Taille : chūban tate-e (中判竪絵?)
- Format : 2 ichimai-e (一枚絵?) impressions sur feuille unique créant un diptyque
- Genre : kabuki-e (歌舞伎絵?), yakusha-e (役者絵?) impression d'acteur
- Titre japonais : 「高名武勇伝」「宇治兵部の介」 & 「高名武勇伝」「金井たに五郎」
- Titre de l'exposition : Deux acteurs dans des rôles de samouraï de la série « Contes de deux courageux guerriers de renom ».
- Date : 1847-1850
- Inscription : aucune
- Signature : 廣貞 [Hirosada] dans les espaces blancs entre le feuillage sur le bord extérieur de chaque impression
- Marque d'éditeur : aucune visible
- Sceau de censure : aucun
- Sceau de date : aucun
- Crédit : aucun

## Image

### Série
Les estampes sont extraites d'une série intitulée 高名武勇伝 (Kōmei buyūden) qui se traduit par « Contes de deux courageux guerriers de renom » ou « Contes de héros renommés ». Hirosada a produit de multiples albums de ce type dont plus d'une centaine d'images d'héroïques guerriers sur feuille unique et polyptyques, y compris 忠孝武勇伝 (Chūka buyūden) (« Contes de loyauté et de dévotion filiale ») également parus en 1848. Doesburg a fait valoir que de telles collections imprimées reflètent une tentative de contourner la censure des ukiyo-e sur le thème du kabuki à l'époque des réformes Tenpō par la dissimulation de la teneur dramatique dans des titres qui impliquent la promotion des valeurs morales et « qui suggère que les portraits sont en réalité des représentations d'hommes et de femmes célèbres de l'histoire et de la légende ». Bien que ces images datent de la période immédiatement après l'assouplissement des restrictions Tenpō, elles semblent participer de cette tendance.

### Pièce
La scène dans ce diptyque est prise de la pièce Go Taiheiki Shiroishi Banashi (碁太平記白石噺). Écrite à l'origine en 1780 pour le théâtre de marionnettes ningyō jōruri par Kijō Tarō (紀上太郎), Utei Enba (烏亭焉馬) et Yō Yōtai (容楊黛), la pièce est bientôt adaptée pour la scène kabuki. Le septième acte, communément intitulé Ageya, est toujours régulièrement représenté.
Composée de sept actes, la pièce relève du drame historique jidaimono () et du drame contemporain sewamono (). Elle relate l'histoire de la rébellion de Keian de 1651 emmenée par Yui Shōsetsu (由井正雪) (d. 1651), un homme du peuple qui accède à la notoriété comme expert en combat et artiste martial. Frustré par les réglementations de plus en plus strictes imposées aux samouraï, Yui et une petite bande de rōnin tenter d'organiser un coup d'État contre le shogunat Tokugawa au pouvoir. Le complot est découvert, Yui arrêté et finalement autorisé à commettre le sacrifice rituel seppuku. L'autre partie de la pièce raconte l'histoire d'un complot de vengeance ourdi par deux sœurs perdues depuis longtemps. Réunies dans un bordel d'Edo, les deux femmes prévoient d'exercer une vengeance sur le samouraï maléfique qui a tué leur père fermier.
Le diptyque est tiré d'une représentation de la pièce mise en scène au cours du huitième mois de 1848 au théâtre Kado d'Osaka. L'impression à droite est celle de l'acteur Ichikawa Ebizō en Uji Hyōbu-no-suke (宇治兵部助) (également Uji Jōetsu (宇治常悦)), version romancée du chef rebelle Yui Shōsetsu. La gravure de gauche montre Arashi Rikan en Kanae Tanigorō (金井たに五郎) (également 金江谷五郎 (Kanai Yagorō)).

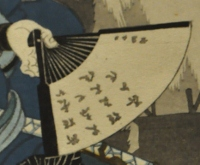
Extrait de la série « Contes de deux courageux guerriers de renom ».

### Description
Le diptyque représente deux samouraïs en face l'un de l'autre dans de spectaculaires poses de combat. Ils portent tous deux des sandales de paille waraji, des kimono bleu-foncé qui leur descendent aux cuisses et des obi bleu clair négligemment liés autour de leur taille. Les deux personnages possèdent des chignons chonmage et portent deux sabres rentrés dans leur obi. Le personnage de gauche se trouve dans une pose active avec un pied sur le sol. De sa main droite, il soulève un sabre au-dessus de sa tête et de sa gauche expose un ōgi éventail pliant portant peut-être un poème imprimé. Le personnage sur la droite porte un kimono plus élaboré qui comprend une veste haori décorée d'une fleur d'un kamon familial sur la manche et l'épaule. Il se tient les jambes largement et solidement plantées, sur le point de saisir son sabre.
La scène se déroule en plein air sur fond de pins. Comme le ciel et la terre qui sont gris sans aucun détail, les arbres apparaissent simplement comme des silhouettes. En arrière-plan parmi les arbres se devine l'ombre d'un bâtiment avec un toit de chaume traditionnel. Sur le sol entre les deux personnages brûle un feu.

## Sujets

### Arashi Rikan III
Né en 1812, Rikan III commence sa carrière sur scène comme acteur dans la troupe itinérante de son père. Jeune, il étudie le kabuki auprès de Rikan II, chef de la famille Arashi Rikan. Il se produit très fréquemment sur les scènes d'Osaka, Edo (moderne Tokyo) et Kyoto. Bien que particulièrement apprécié pour ses rôles de tachiyaku (héros masculin) et d'onnagata, il est décrit comme un « exceptionnel kaneru yakusha », ce qui veut dire qu'il était capable d'interpréter une grande variété de rôles tant masculins que féminins. Il était particulièrement loué pour son physique et sa voix puissante ainsi que pour son jeu au shamisen. Rikan III reste actif sur scène jusqu'à sa mort en 1863. Il est enterré dans l'enceinte du Hōzen-ji dans le district des plaisirs Dōtombori d'Osaka.
| Noms de scène | Nom de poésie | Autres noms                                                                                     | Nom de guilde | Mentors                         | Disciples                                          |
| --- | ------------- | ----------------------------------------------------------------------------------------------- | ------------- | ------------------------------- | -------------------------------------------------- |
| Onoe Wasaburō (c. 1830); Arashi Tokusaburō III (1830-1834, 1837-1843); Arashi Kicchō (1834-1843); Arashi Rikan III (1843-1863) | Kicchō        | Ichikawa Jukai I; Matsumoto Kōshir; Hatagaya Jūzō; Naritaya Shichizaemon II; Ichikawa Sanshō IV | Hamuraya      | Arashi Rikan II; Onoe Tamizō II | Arashi Minshi VI; Arashi Kan'emon; Arashi Rikan IV |

### Ichikawa Ebizō V
Né à Edo en 1791, Ebizō est le fils d'un propriétaire de shibai jaya (maison de thé au sein d'un théâtre) et petit-fils d'Ichikawa Danjūrō V, l'une des plus grandes vedettes kabuki de son époque. Il paraît pour la première fois sur scène en 1794 à l'âge de trois ans et devient un « exceptionnel tachiyaku (acteur de rôles masculins) et l’acteur le plus populaire du XIXe siècle ». Il est décrit comme « d'une grande originalité » et comme étant particulièrement habile à interpréter de multiples rôles dans la même pièce et aux rapides changements nécessaires.
Ebizō V acquiert une réputation d'infamie au cours de l'été 1842 lorsqu'il se trouve être en violation des restrictives lois somptuaires imposées par les réformes Tenpō. Arrêté, il est temporairement banni d'Edo à Kamigata au motif que son mode de vie ostentatoire est jugé incompatible avec l'appel du bakufu Tokugawa à la modestie et la frugalité. Il est autorisé à revenir sept ans plus tard et reprend une carrière très active jusqu'à sa mort en 1859. Ses fils continuent sa tradition et tant les lignées Danjūrō qu'Ebizō se perpétuent de nos jours.
| Noms de scène | Noms de poésie        | Autres noms | Nom de guilde | Mentors           | Disciples |
| --- | --------------------- | --- | ------------- | ----------------- | --- |
| Ichikawa Shinnosuke I (1794-1797); Ichikawa Ebizō V (1797-1807, 1856-1859); Ichikawa Danjūrō VII (1807-); Ichikawa Hakuen II | Sanshō; Jukai; Hakuen | Ichikawa Jukai I; Matsumoto Kōshirō (1855); Hatagaya Jūzō; Naritaya Shichizaemon II (1854); Ichikawa Sanshō IV | Naritaya      | Ichikawa Ebizō IV | Ichikawa Kodanji III; Ichikawa Kodanji IV; Ichikawa Ebijūrō I, Ichikawa Ebijūrō IV, Ichikawa Sumizō III, Ichikawa Shinsha, Ichikawa Monnosuke V, Ichikawa Omezō II, Ichikawa Dankurō I, Ichikawa Suminojō, Ichikawa Sadanji II, Ichikawa Sadanji III, Ichikawa Raizō V, Ichikawa Danshirō III |

## Medium et genre

### Kamigata-e
Les travaux de Gosōtei Hirosada relèvent du genre kamigata-e (上方絵), terme employé pour distinguer les productions de la région de Kamigata (Kyoto et Osaka) de celles produites à Edo. Alors qu'elles gagnent en importance environ un siècle après l'apparition des ukiyo-e à Edo, les kamigata-e sont essentiellement des kabuki-e (歌舞伎絵) (images d'acteurs kabuki), presque toutes réalisées par des amateurs « talentueux fans de kabuki » désirant célébrer leurs acteurs favoris.

### Kabuki-e
Littéralement « images kabuki », les kabuki-e commencent à être produites à Edo à la fin du XVIIe siècle. Tandis que la popularité du théâtre kabuki s'accroît, des acteurs vedettes apparaissent ce qui amène la création du sous-genre des yakusha-e (役者絵) (gravures d'acteur). Parmi les sous-genres de yakusha-e figurent les ōkubi-e (大首絵), portraits en buste, les zenshin-zu (全身図), portraits en longueur, les mitate-e (見立絵), images parodiques et les shini-e (死に絵), portraits de défunts.